# Don't Upset the Rhythm (Go Baby Go)
«Don't Upset the Rhythm (Go Baby Go)» es el segundo sencillo de la banda británica Noisettes, de su álbum Wild Young Hearts, lanzado en 2009. El sencillo fue lanzado el 23 de marzo de ese mismo año.
La canción fue enormemente destacada en el anuncio de Mazda Demio en 2009 y 2010 en el Reino Unido.

## Posicionamiento
| Listas (2009)            | Posición   |
| ------------------------ | ---------- |
| Dutch Singles Chart      | 75         |
| European Hot 100 Singles | 4          |
| Irish Singles Chart      | 8          |
| Swiss Singles Chart      | 79         |
| UK Singles Chart         | 2          |
| U.S. Hot Dance Songs     | 4          |
| Listas (2010)            | Posiciones |
| UK Singles Chart         | 8          |

Listas de fin de año
| Listas (2009)    | Posición |
| ---------------- | -------- |
| UK Singles Chart | 43       |